# Tillbert Strahl
Tillbert Strahl (* 1977 in Stuttgart) ist ein deutscher Schauspieler und Musiker.

## Leben
Tillbert Strahl absolvierte seine Schauspielausbildung von 1998 bis 2002 an der Bayerischen Theaterakademie August Everding, München.
2001 erhielt er beim Treffen der deutschen Schauspielschulen in Bern einen Solopreis für seine Rolle in Xavier Durringers „Ganze Tage, Ganze Nächte“ (Regie: Stefan Otteni).
Von 2001 bis 2003 war er im Ensemble am Landestheater Salzburg engagiert, anschließend am Deutschen Schauspielhaus Hamburg (2003–2005), wo er bis 2012 in der Faust-Inszenierung von Jan Bosse spielte. Von 2005 bis 2007 war er Mitglied des Berliner Ensembles. Weiterhin war er mehrere Jahre dem Staatstheater Hannover als Gastschauspieler verbunden. Er arbeitete u. a. mit Regisseuren wie Jürgen Gosch, Robert Wilson, Sebastian Hartmann, Thomas Langhoff, Thomas Dannemann und Claus Peymann.
Von 2008 bis 2011 studierte er an der Deutschen Film- und Fernsehakademie Berlin Drehbuch.
Seit 2012 arbeitet Tillbert Strahl hauptsächlich für das Fernsehen.

## Filmografie (Auswahl)
- 1999: Im Licht der Sonne (HFF München)
- 2000:	Moianacht (HFF München)
- 2000:	Morgenland (HFF München)
- 2001:	Der Auftrag (HFF München)
- 2002:	Große Mädchen weinen nicht (Egoli Tossel/Columbia Tristar)
- 2002:	Im Labyrinth (HFF München)
- 2003:	Zen Warrior (HFF München)
- 2003: Ein starkes Team – Blutsbande (Fernsehserie)
- 2004:	Vier (Kurzfilm)
- 2007: Großstadtrevier
- 2010: Takeru (Filmakademie Ludwigsburg)
- 2012–2015: Die Kirche bleibt im Dorf (Fernsehserie)
- 2016: Endstation Glück
- 2018: SOKO Stuttgart – Im Namen Gottes (Fernsehserie)
- 2020: Frühling – Keine Angst vorm Leben (Fernsehreihe)
- 2020: Die Rosenheim-Cops – Eine künstlerische Sensation (Fernsehserie)
- 2020: Zum Glück gibt’s Schreiner (Fernsehfilm)
- 2021: Kanzlei Berger – Die ganze Wahrheit (Fernsehserie)
- 2022: In falschen Händen (Fernsehfilm)
- 2024: Servus, Euer Ehren – Endlich Richterin (Fernsehfilm)